# رازيكا
كانت رازيكا فرقة نرويجية بديلة  من موهلينبريس في بيرغن.
كانوا يغنون باللغتين الإنجليزية والنرويجية . ويعتبرون جزءاً من مشهد موسيقى بيرغن.

## الأعضاء
تتكون رازيكا من:
- ماري أمدام - مغنية رئيسية ، غناء ، جيتار ، لوحات مفاتيح
- ماريا راكيل - ايل. الغيتار والغناء والغيتار
- ماري مو - إل. الجهير والغناء
- إمبلا كاريدوتر - طبول وغناء

أعضاء رازيكا
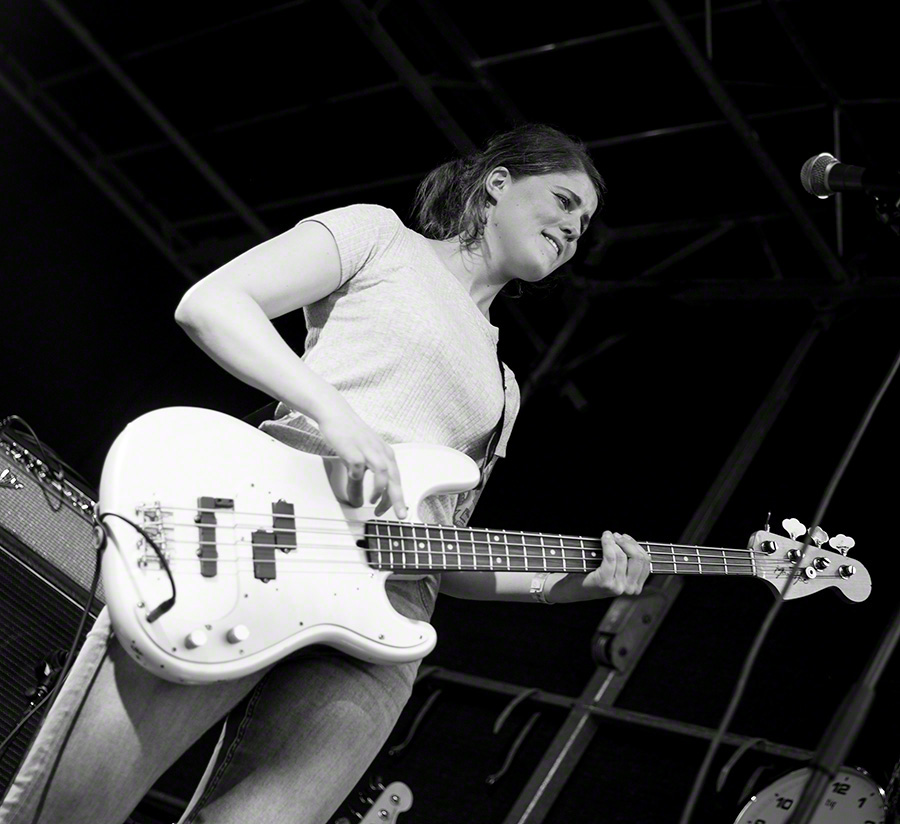
ماري مو (باس)
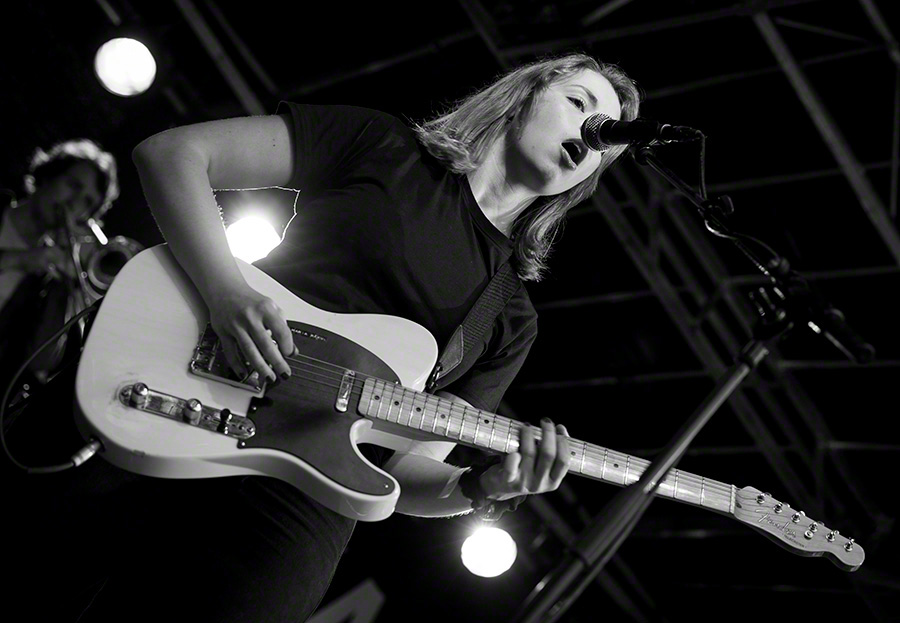
ماريا راكيل (غناء وغيتار)
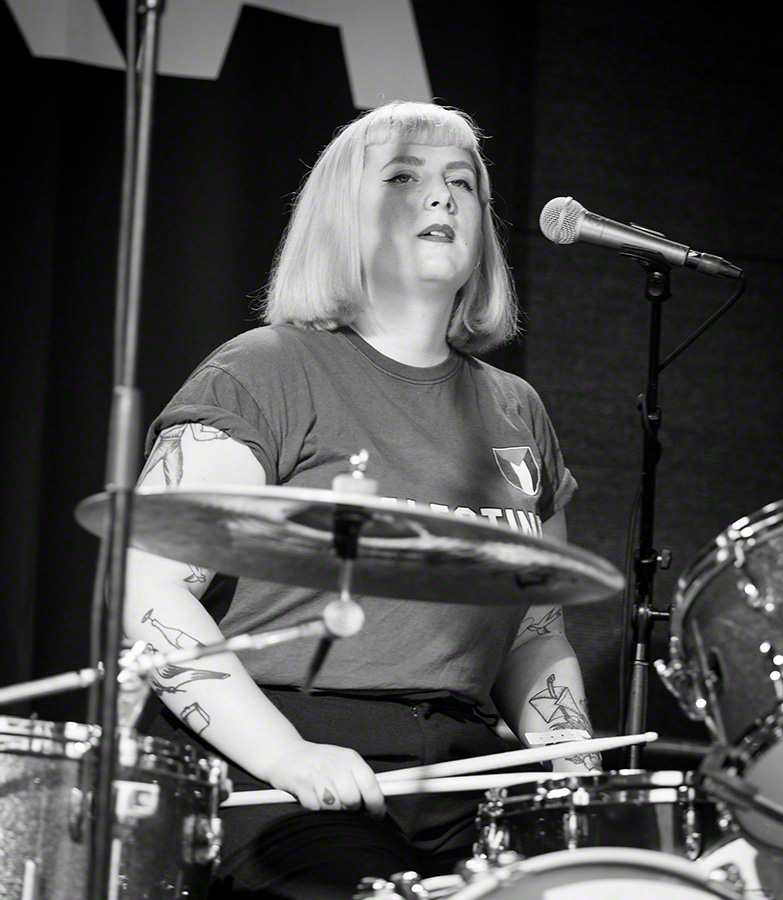
إمبلا كاريدوتر (براميل)
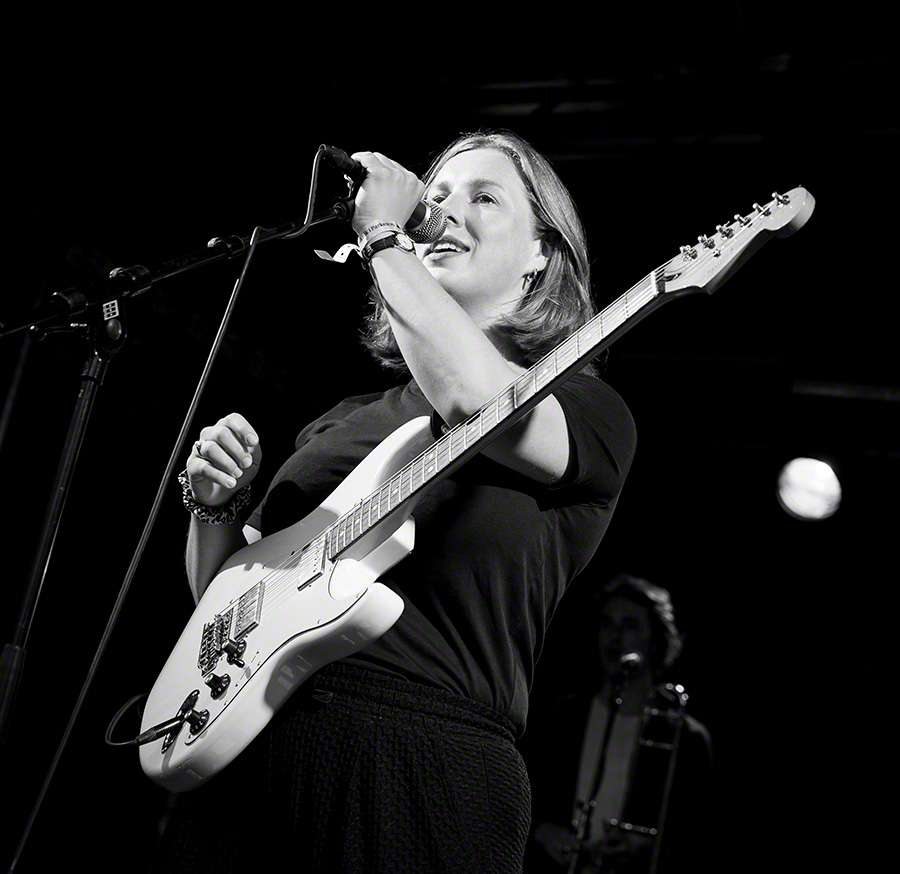
ماري أمدام (غناء وغيتار)

## ديسكغرفي

### ألبومات
- 2011: برنامج 91 (Smalltown Supersound)
- 2013: På vei hjem
- 2015: Ut til de andre
- 2018: Sånn Kjennes Verden Ut (سجلات يانسن)

### الأغاني
- 2008: الحب هو كل شيء عن التوقيت
- 2011: Vondt i hjertet
- 2014: Syndere i Sommersol
- 2014: فاين تا ديج
- 2015: جي ميج ، جي ميج ، جي ميج
- 2016: Se deg ikke tilbake (Opplett)
- 2018: En sjanse til (سجلات Jansen)
- 2018: دي إسجي ميج (سجلات يانسن)
- 2018: Flyplassen (سجلات يانسن)